# 莫尤埃拉
莫尤埃拉，是西班牙阿拉贡自治区萨拉戈萨省的一个市镇。 总面积43平方公里，总人口326人（2001年），人口密度8人/平方公里。